# Jentschita
La jentschita és un mineral de la classe dels sulfurs. Rep el seu nom de Franz Jentsch (1868-1908), un prolífic col·leccionista de minerals de Lengenbach.

## Característiques
La jentschita és un sulfur de fórmula química TlPbAs₂SbS₆. Cristal·litza en el sistema monoclínic. Els cristalls són aplanats en forma de plaques o llargs i prismàtics e fins a 2 mil·límetres, mostrant {010}, {130}, {001}, {041}, {101}, {121} i {151}, en agregats. La seva duresa a l'escala de Mohs es troba entre 2 i 2,5.
Segons la classificació de Nickel-Strunz, la jentschita pertany a «02.HD: Sulfosals de l'arquetip SnS, amb Tl» juntament amb els següents minerals: lorandita, weissbergita, christita, jankovicita, rebulita, imhofita, edenharterita, hutchinsonita, bernardita, sicherita i gabrielita.

## Formació i jaciments
Va ser descoberta a la pedrera Lengenbach, a Fäld, a la Vall de Binn (Valais, Suïssa), on sol trobar-se associada a altres minerals com: realgar, orpiment, hutchinsonita, hatchita, wal·lisita, edenharterita, bernardita i sicherita. Es tracta de l'únic indret on ha estat descrita aquesta espècie mineral.